# Brtnická stezka
Brtnická stezka, celým názvem Brtnická stezka – přírodou ke kulturní promenádě, je naučná stezka spojující zříceninu hradu Rokštejn, rybník Šamonín, Panskou Lhotu a památky v Brtnici. K jejímu slavnostnímu zpřístupnění došlo 21. ledna 2011 a na své trase má 13 zastavení.

## Vedení trasy
Stezka začíná u hradu Rokštejn odkud pokračuje po zelené turistické značce do Panské Lhoty, na jejímž okraji se stáčí doprava na silničku na Malé. Na okraji Malého se napojuje na silnici na Brtnici, stáčí se doleva a okolo Výrovy skály a rybníka Šamonín míří do Brtnice. Po Brtnice přichází ulicí Pod kaplou okolo dvojice židovských hřbitovů. U autobusové zastávky Brtnice, Snaha tuto ulici opouští a výstupem ulicí Na kapli začíná okruh po brtnických památkách. Na konci výstupu se nachází bývalá kaple Panny Marie Pomocné, od které se kousek vrací zpátky, dává se doprava a posléze napojuje na ulici Za hospodou, kterou se dostává až k rodnému domu Josefa Hoffmanna. Přechází přes náměstí a ulicí Lipratovou (okolo kostela sv. Jakuba Většího) postupně přecházející ve Valdštejnskou ulici míří k bývalému paulánskému klášteru u něhož odbočuje doprava do ulice Horní Město. Vzápětí ulicemi Horní Město a U pivovaru obchází zámecký areál, míjí bývalý panský pivovar a dostává se na Legionářskou ulici, kterou se odbočením doprava vrací do centra. Po přechodu přes řeku Brtnici po Židovském mostě se stáčí doleva zpět do ulice Pod kaplou, kterou se do města dostala.

## Zastavení
- Rokštejn
- Rybník Šamonín
- Panská Lhota
- Židovské hřbitovy
- Kaple Panny Marie Pomocné
- Hoffmannův dům
- Radnice
- Náměstí
- Valdštejnský dům – infocentrum, muzeum
- Farní kostel a fara
- Klášter, kostel a klášterní zahrada
- Zámek
- Židovský most